# Diocese de Régio da Emília-Guastalla
A Diocese de Régio da Emília-Guastalla (Dioecesis Regiensis in Æmilia-Guastallensis) é uma circunscrição eclesiástica da Igreja Católica na Itália, pertencente à Província Eclesiástica da Emília-Romanha e à Conferenza Episcopale Italiana, sendo sufragânea da Arquidiocese de Módena-Nonantola.
As sés episcopais estão na Catedral de Régio da Emília, e na Concatedral de Guastalla, na Região da Emília-Romanha.

## Território
A Diocese foi constituída no século I e atualmente conta 485.527 batizados numa população de 501.911 habitantes.
O território tem 319 paroquias, divididas em 11 vicariados: Régio da Emília, Rubiera-Scandiano, Correggio, Guastalla, Castelnovo di Sotto-Sant'Ilario d'Enza, Val d'Enza, Puianello, Sassuolo, Bismantova, Cervarezza e Villa Minozzo-Toano.

## Bispos do seculo XX
|                   | Nome                           | Período    | Notas                               |
| Bispos            | Bispos                         | Bispos     | Bispos                              |
| ----------------- | ------------------------------ | ---------- | ----------------------------------- |
|                   | Giacomo Morandi                | 2022-atual |                                     |
|                   | Massimo Camisasca, FSCB        | 2012-2022  |                                     |
|                   | Adriano Caprioli               | 1998-2012  |                                     |
|                   | João Paulo Gibertini, O.S.B. † | 1989-1998  |                                     |
|                   | Gilberto Baroni †              | 1965-1989  |                                     |
|                   | Benjamin Socche †              | 1946-1965  |                                     |
|                   | Eduardo Brettoni †             | 1910-1945  |                                     |
|                   | Artùr Marchi †                 | 1901-1910  | Nomeado Arcebispo de Lucca          |
|                   | Vicente Manicardi †            | 1886-1901  |                                     |
| Bispos-auxiliares |                                |            |                                     |
|                   | Lorenzo Ghizzoni               | 2006-2012  | Nomeado Arcebispo de Ravenna-Cervia |
|                   | Camillo Ruini                  | 1983-1991  | Nomeado Vigário-geral de Roma       |